# شرکت توسعه مبادله
شرکت توسعه مبادله (به انگلیسی: Mubadala Development Company) شرکت سرمایه‌گذاری اماراتی است، که در حوزه‌های تجارت، فناوری هوافضا، زیرساخت، خودروسازی و علوم مالی فعالیت می‌کند.
شرکت توسعه مبادله در سال ۲۰۰۲ راه‌اندازی شد و در حال حاضر دارای عملیات در اتحادیه کشورهای عرب، سوئیس، ایتالیا، نیجریه و هلند می‌باشد.
دفتر مرکزی این شرکت در شهر ابوظبی، امارات متحده عربی قرار دارد. شرکت مبادله هم‌اکنون مالک ۱۶٪ درصد از سهام ای‌ام‌دی و ۵٪ درصد از سهام فراری می‌باشد.